# St. Johannes der Täufer (Kolba)

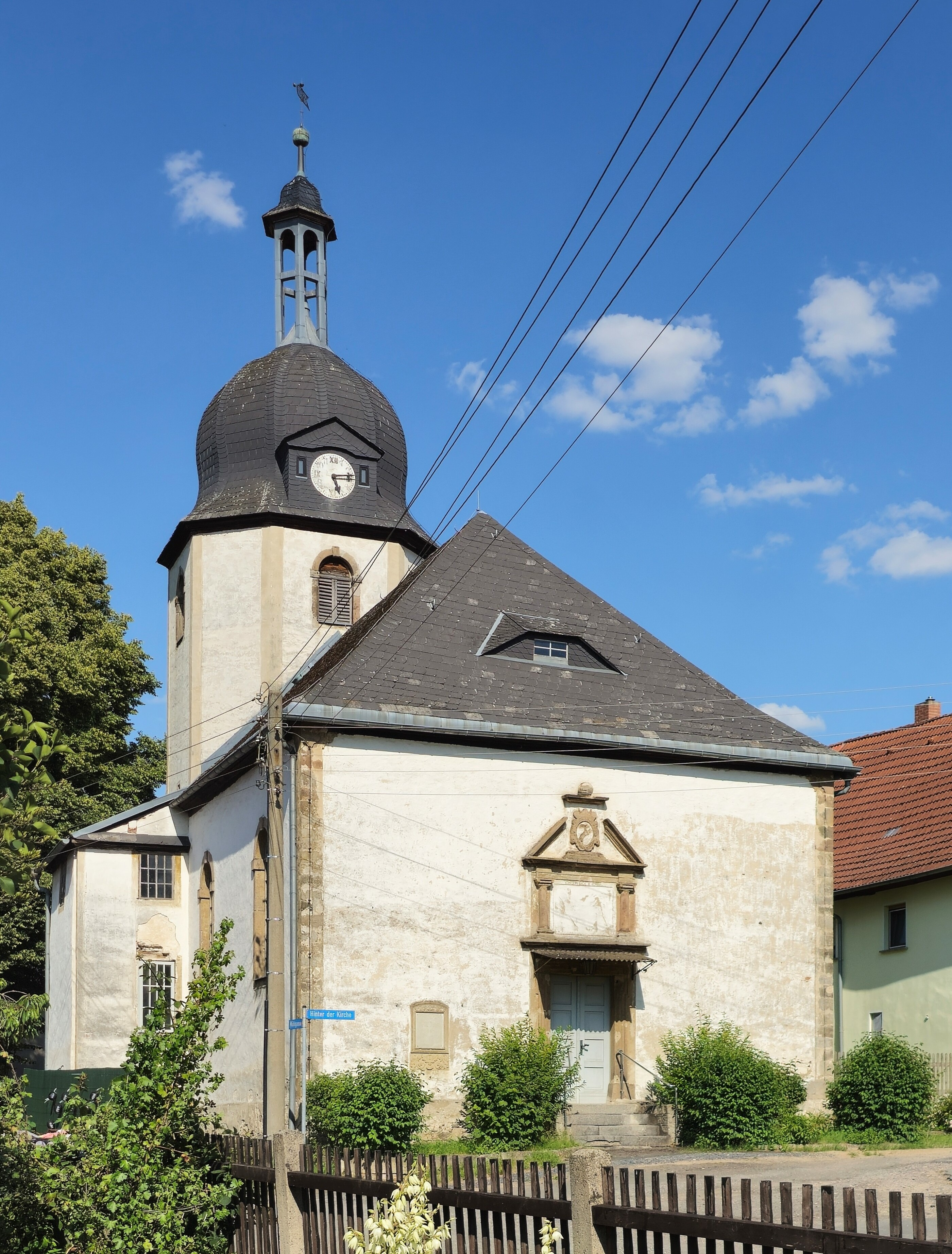
Die Kirche

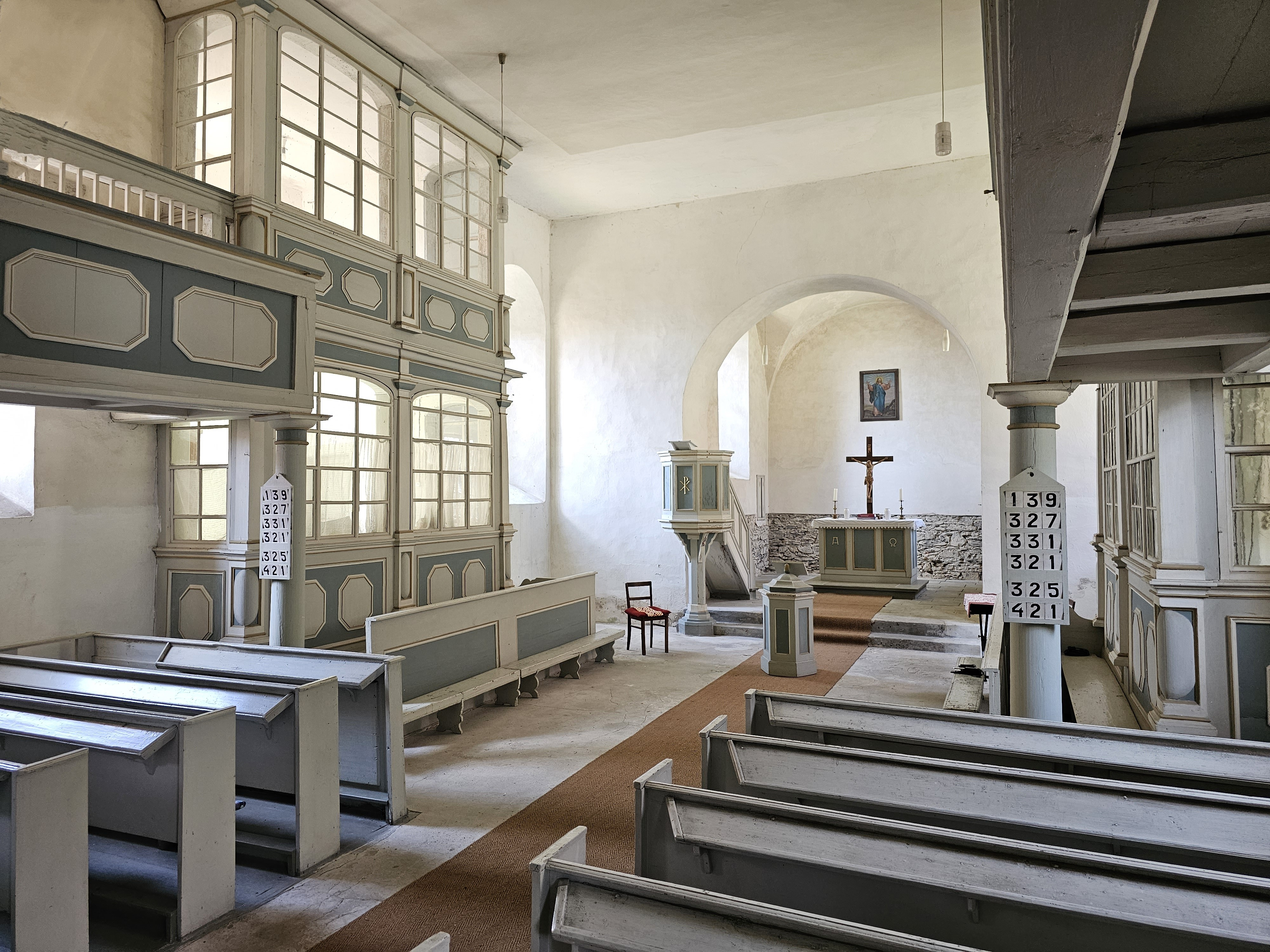
Innenraum (2023)

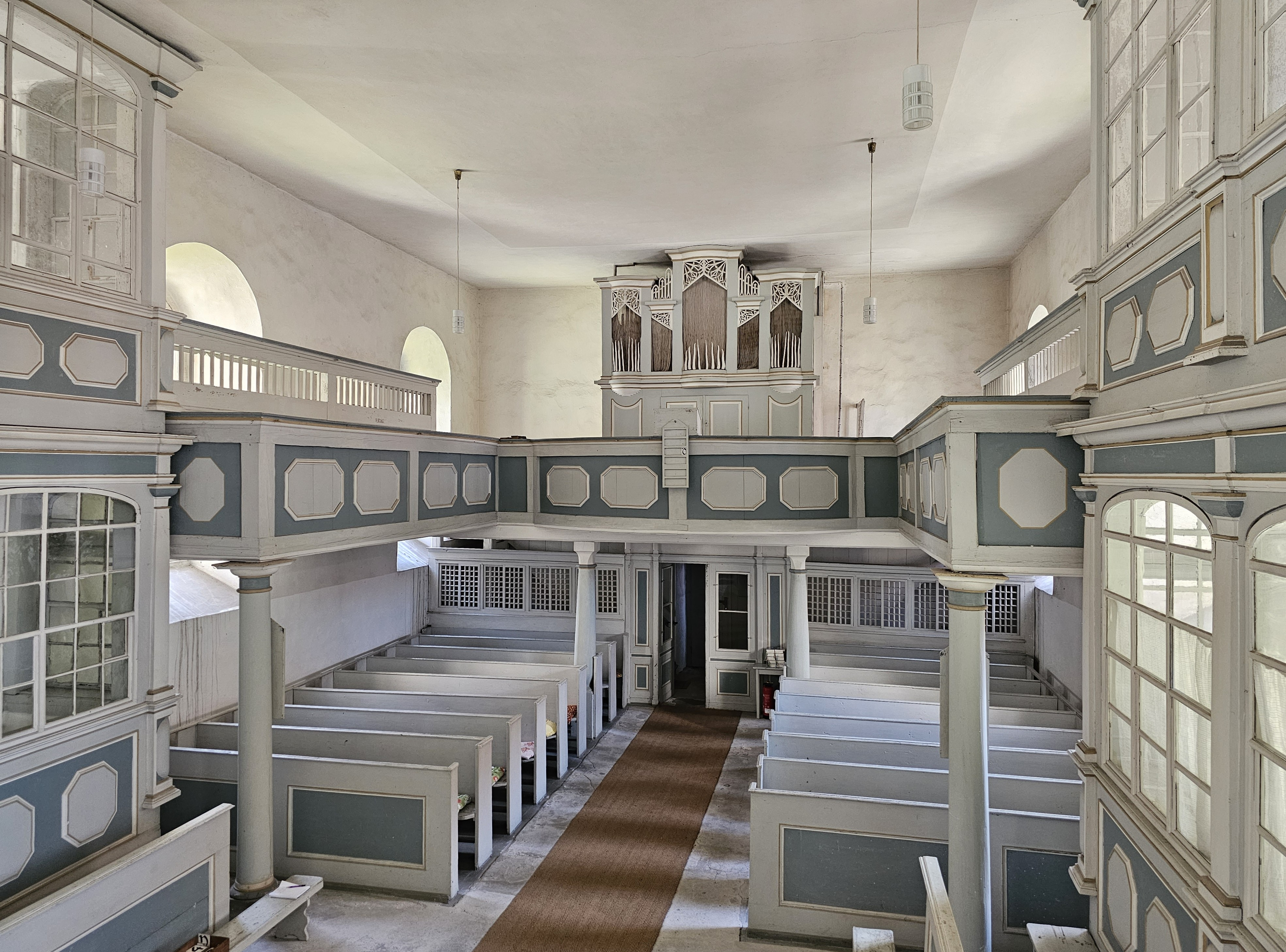
Innenraum, Blick zur Orgel

Die Dorfkirche St. Johannes der Täufer steht im Ortsteil Kolba der Gemeinde Oppurg im Saale-Orla-Kreis in Thüringen.

## Geschichte
Um 1500 wurde das vorherige Gotteshaus erneuert. 1547 war Kolba Pfarrort. 1709 wird von einer baufälligen Kirche berichtet, die 1710–1711 renoviert wurde. Das Portal im Giebel des Langhauses trägt die Datierung 1710.
Ein starker Turm mit romanischer Türöffnung führt zum Boden. Die Bronzeglocke stammt aus dem Jahr 1445. Der Glockenstuhl war für drei Glocken eingerichtet.
1886 wurde das Gotteshaus mit hohem Aufwand restauriert. Im 20. Jahrhundert wurde das Kirchenschiff schlicht in Blau-Weiß-Gold ausgemalt. Unter dem Triumphbogen steht der Altarblock mit einer einfachen Kanzel. Eine Empore füllt den Raum, auf der im westlichen Abschnitt die Orgel steht. Sie wurde 1848 von Christian Heinrich Körner (Roda) in das Gehäuse der barocken Vorgängerorgel gebaut. Das Werk verfügt über 11 Register auf einem Manual und Pedal. Ein elektrisches Gebläse war nie vorhanden und so ist zur Sicherstellung der Windzufuhr bis heute ein Kalkant notwendig. Es gab zwei Patronatslogen.